# 篠原三郎
篠原 三郎（しのはら さぶろう、1930年12月26日- ）は、日本の経営学者、会計学者、歌人、経営・労働評論家。
静岡大学名誉教授。日本福祉大学教授、京都自由大学講師。専門は排除論・芸術論。

## 経歴
東京生まれ。一橋大学卒、1960年一橋大学大学院社会学研究科修士課程修了。高島善哉の指導を受けた。
関東学院大学講師、立命館大学経営学部助教授、教授、1979年静岡大学人文学部教授。94年定年退官、名誉教授。

## 著書
- 『現代管理論批判』新評論 1978
- 『キャンパスの四季 歌集』みずち書房 1991
- 『教師稼業 篠原三郎歌集』こうち書房 1994
- 『現代管理社会論の展望 現代をみる眼-物象化を超えて』こうち書房 1994
- 『歴史とともに 歌集』こぶし書房 2006
- 『"大学教授"ウェーバーと"ホームレス"マルクス Tさんへ「現代社会論ノート』』市民科学研究所 晃洋書房 (発売)2015

### 共編著
- 『企業簿記の制度と構造』荒川邦寿、市川深,根本光明共著 新評論 1967
- 『現代会計学の理論』山田一郎, 市川深共著 新評論 1967
- 『批判的経営学』片岡信之共著 同文館出版 マルクス経済学全書 1972
- 『社会主義的所有と管理』小野一郎共編 有斐閣 立命館大学人文科学研究所研究叢書 1976
- 『技術と管理の経営理論』太田譲共編 ミネルヴァ書房 1980
- 『経営学における現代 企業社会をいかに生きるか』編 有斐閣選書　1982
- 『「経済大国」の経営学 豊かさの選択』編 有斐閣選書　1988
- 『地球社会の経営学』編著 ミネルヴァ書房 1991
- 『市場社会の未来 可能性としての「経営学」』中村共一共編著 ミネルヴァ書房 1999

## 論文
- <篠原三郎